# Fowler (månkrater)
För andra betydelser, se Fowler.
Fowler är en nedslagskrater på månens baksida. Fowler har fått sitt namn efter den brittiske astrofysikern Alfred Fowler och Ralph H. Fowler.
Kratern har en diameter på ungefär 139 km.

## Satellitkratrar
| Fowler | Latitud | Longitud | Diameter |
| ------ | ------- | -------- | -------- |
| A      | 46.3° N | 145.0° V | 52 km    |
| C      | 45.0° N | 141.9° V | 32 km    |
| N      | 40.1° N | 146.1° V | 39 km    |
| R      | 42.2° N | 150.1° V | 18 km    |
| W      | 46.0° N | 150.2° V | 31 km    |